# Comte de Lautréamont
Comte de Lautréamont, ook wel kortweg Lautréamont, pseudoniem van Isidore Lucien Ducasse (Montevideo, Uruguay, 4 april 1846 – Parijs, 24 november 1870) was een Frans schrijver en dichter. Hij was een belangrijk voorloper van het surrealisme.

## Leven en werk
Over het leven van Lautréamont was tot de jaren zeventig van de 20e eeuw nauwelijks iets bekend. Inmiddels zijn er door onderzoek en met name aan de hand van enkele teruggevonden brieven nieuwe feiten aan het licht gekomen, maar nog steeds geldt zijn biografie als een van de minst bekende in de wereldliteratuur.
Lautréamont / Ducasse werd geboren in Montevideo als zoon van een Franse ambassade-ambtenaar en kwam in 1859 naar Frankrijk om in Tarbes naar de middelbare school te gaan. Vanaf 1867 verbleef hij in Parijs.

### Maldoror
In 1868 publiceerde Lautréamont Les Chants de Maldoror, een bizar gedicht in proza, doorweven met verhalende taferelen waarin de hoofdfiguur Maldoror steeds weer op karakteristieke wijze opduikt. De heftige verbeeldingskracht van Lautréamont gaat in dit werk de grenzen van de rede soms te boven, bijvoorbeeld in taferelen van dierlijke agressiviteit en goddelijke losbandigheid. Deze tonelen staan evenwel in schril contrast met zijn esthetische schrijfwijze, waardoor het soms lijkt of hij de spot drijft met zijn eigen werk.
Zijn tweede werk, Poésies, verscheen in 1870 onder zijn eigen naam Ducasse. Hierin kondigt hij een terugkeer aan naar de klassieke beginselen: persoonlijke lyriek is verwerpelijk, kunst moet in dienst worden gesteld van de moraal en de vooruitgang. Ook hier echter gaat Lautréamont in zijn manier van schrijven zo anders (koel, bijna wiskundig) te werk dan hetgeen hij propageert, dat opnieuw onduidelijk blijft wat hij eigenlijk beoogt en werkelijk meent.
Over de betekenis van Lautréamonts werk is altijd veel discussie geweest. In elk geval roept zijn beperkte œuvre twijfel op aan de eenheid van betekenis in de literatuur. Lautréamont heeft zijn werk zelf gekenschetst als een zee van door elkaar schuivende betekenissen en voorstellingen, zonder meetbare oorsprong, eenheid of stilstand.
Lautréamont stierf in 1870 op vierentwintigjarige leeftijd, nadat hij tijdens de belegering van Parijs in de Frans-Duitse Oorlog ziek was geworden (zware koortsen). Hij werd begraven in een provisorisch graf te Montmartre.

### Receptie
Les Chants de Maldoror werd in zijn complete vorm voor het eerst gedrukt in 1869. Het boek kwam echter niet in de boekhandel; wel is van deze eerste versie een tiental exemplaren aan de auteur gestuurd. De oplage, die nog in plano lag, werd in 1874 door een Belgische uitgever gekocht en voorzien van een nieuwe titelpagina en omslag in de handel gebracht – een zogenaamde titeluitgave, met het jaar 1874. Deze uitgave is uiterst zeldzaam: er was geen enkele interesse voor het boek van de onbekende auteur, en die kwam ook niet toen Paul Verlaine hem in de jaren 80 van de negentiende eeuw voorstelde als een prototype van de poète maudit. In 1890 werd Les Chants de Maldoror herdrukt in een geringe editie van niet meer dan 250 exemplaren. Ook deze uitgave bracht Lautréamont niet in de belangstelling. Wel vonden minstens twee exemplaren hun weg naar Nederland, waar de huisarts Johan Stärcke een vertaling van het boek vervaardigde, in 1917 door uitgever C.A.J. van Dishoeck uitgebracht onder de titel De zangen van Maldoror, met een horror-bandtekening van W.F. Gouwe. De vertaling van Stärcke was een primeur: de eerste integrale vertaling van Les Chants de Maldoror (in 1962 verscheen een hervertaling van de hand van Nico Lijsen, in 2011 een hervertaling van de hand van René Sanders). Het tweede exemplaar bevond zich in de immense boekenverzameling van Willem Kloos.
Eveneens in 1917 vond een twintigjarige Fransman, Philippe Soupault, die niet lang daarna een van de eerste surrealistische auteurs zou worden, een exemplaar van de editie van 1874 van Les Chants de Maldoror in een antiquariaat. Hij liet het boek lezen aan André Breton, en beiden waren enthousiast. Louis Aragon ging samen met Breton op zoek, en zij ontdekten het enige overgeleverde exemplaar van Poésies I en II in de Franse Bibliothèque Nationale. In 1919 werden er fragmenten in literaire tijdschriften gepubliceerd. In 1920 verscheen een nieuwe complete editie in 590 exemplaren, herdrukt in 1925 (1090 exemplaren). Ditmaal werd het genie van de jonggestorven auteur erkend. Sinds de jaren '20 wordt Lautréamont beschouwd als een van de grote auteurs van de wereldliteratuur. De surrealisten zagen in hem een voorloper, profeet en patroonheilige. 
In 1970 verscheen een eerste, wetenschappelijk verantwoorde editie van het verzamelde werk van Lautréamont, gecombineerd met dat van de dichter Germain Nouveau, in de Pléiade-reeks van Éditions Gallimard. Een tweede editie in diezelfde reeks, nu uitsluitend gewijd aan het oeuvre van Lautréamont, verscheen in 2009: het verzamelde werk beslaat driehonderd pagina's, het commentaar en de noten een kleine vijfhonderd pagina's.
Lautréamonts werk heeft veel beeldend kunstenaars geïnspireerd, onder meer Salvador Dalí,  René Magritte, Max Ernst, André Masson, Yves Tanguy, Joan Miró, Georg Baselitz, Man Ray en Agnès Varda.

## Galerij

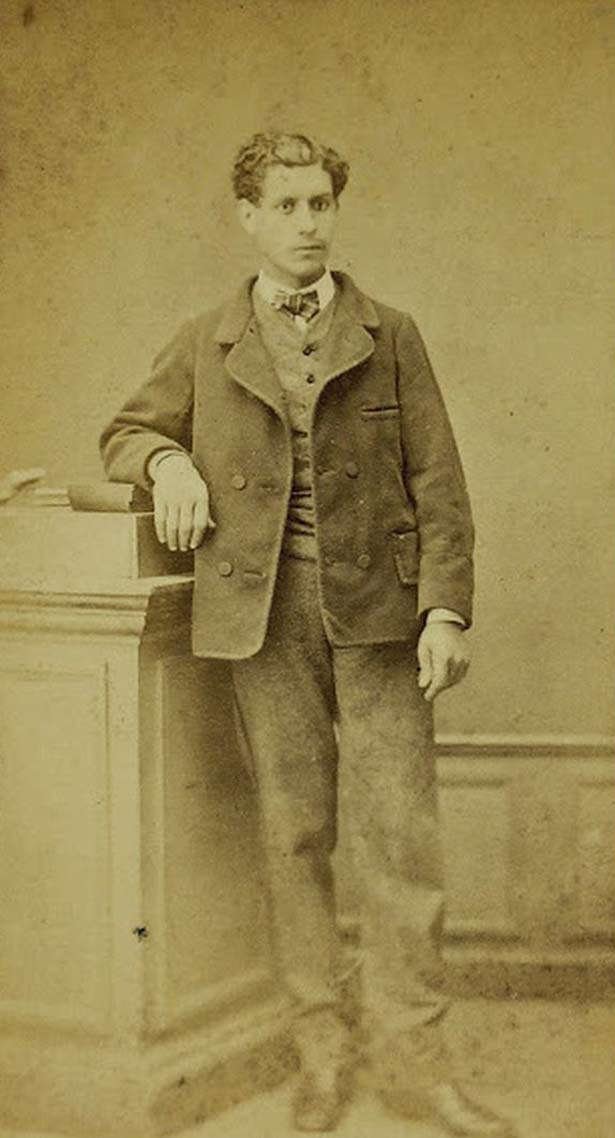
Isidore Ducasse ten voeten uit
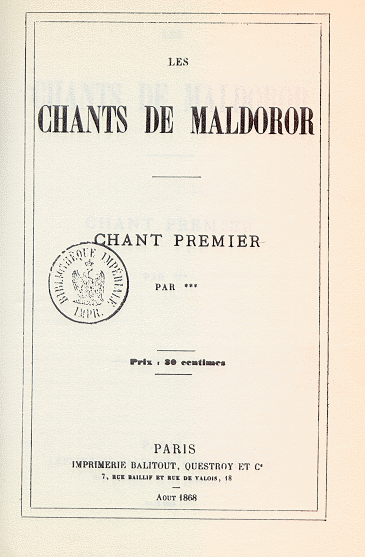
De eerste editie van Les chants de Maldoror (1868)
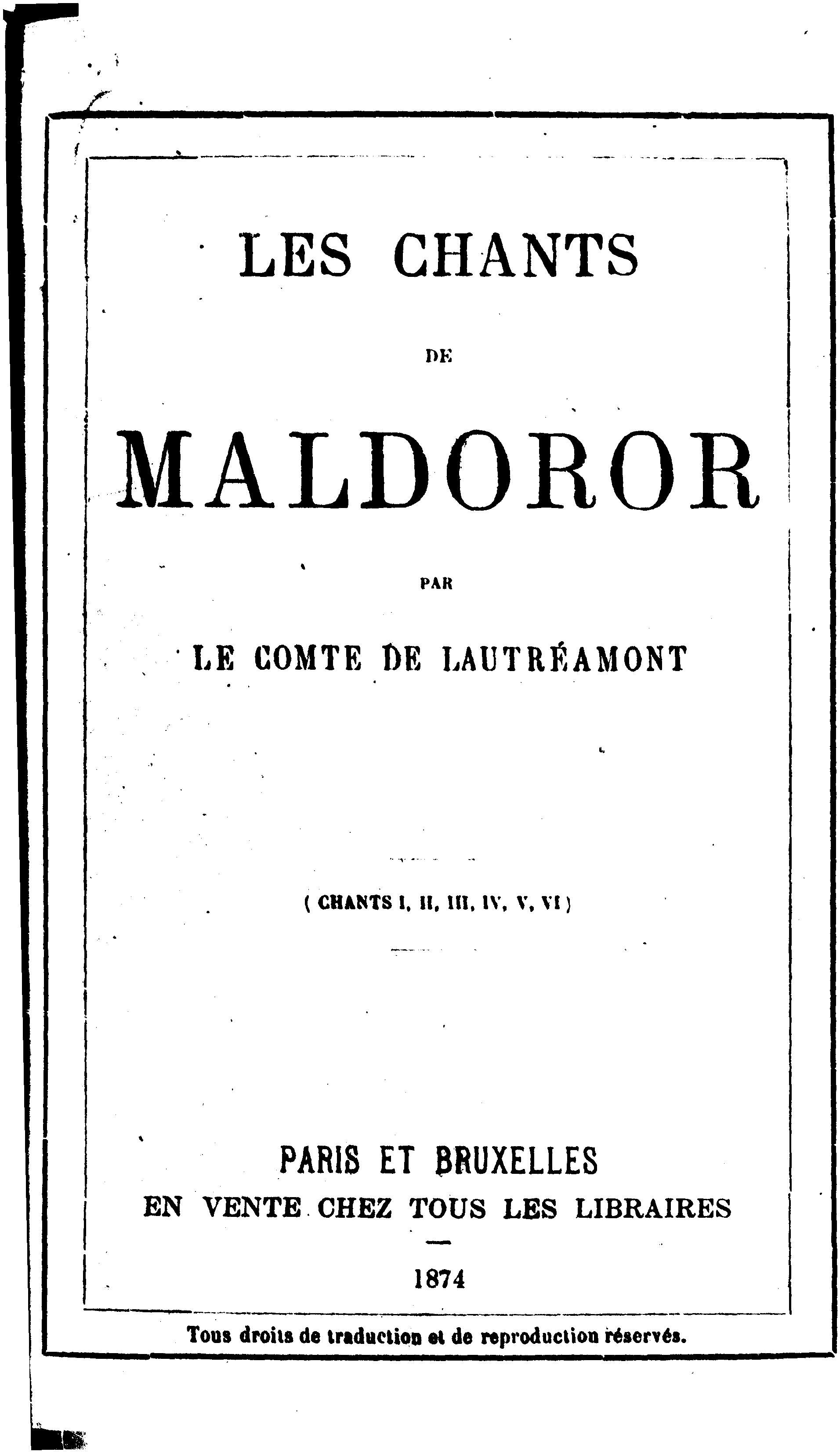
Titelpagina (1874)